# Rogla
Rogla är en bergskurort och vintersportort i Zreško Pohorje i norra Slovenien belägen vid Roglaberget på toppen av  Bacherbergen. Turismen tog på allvar fart efter andra världskriget, då Slovenien var en del av dåvarande Jugoslavien.
Rogla har anläggningar för alpin skidåkning och för längdåkning. Rogla har bland annat arrangerat världscupdeltävlingar i längdåkning, bland annat i december 2009 och december 2011.

### Fotnoter
1. ↑  ”The grand finale of the ski season in Slovenia” (på engelska). I Feel Slovenia. 21 februari 2011. https://www.slovenia.info/en/press-centre/news-of-the-tourism-press-agency/6118-the-grand-finale-of-the-ski-season-in-slovenia. Läst 30 september 2017.